# Benthodytes
Benthodytes es un género de pepinos de mar de la familia Psychropotidae.

## Descubrimiento
Este grupo de pepinos de mar fue descrito por primera vez por científicos a bordo del HMS Challenger durante su viaje de 1873-1876.

## Características
Los representantes del género Benthodytes tienen el cuerpo más o menos deprimido, con la parte anterior de su ala bastante grande. La boca es ventral, a mayor distancia del extremo anterior del cuerpo. El ano es posterior, dorsal, generalmente casi terminal. Con 12 a 20 tentáculos Pedicelos dispuestos en una sola fila alrededor del borde del cuerpo y en una fila doble a lo largo del ambulacro impar. La superficie dorsal rara vez está desnuda, comúnmente con un número mayor o menor de procesos retráctiles o no retráctiles, más o menos insignificantes, dispuestos en una sola fila a lo largo de cada ambulacro, en una doble fila irregular, o dispersos sobre los interambulacros laterales.
Entre los integrantes de la familia Psychropotidae, el género Benthodytes se caracteriza por la presencia de tentáculos retráctiles suaves, papilas circumorales o postorales y la ausencia de un apéndice dorsal no apareado.

## Importancia
Varias especies de Benthodytes son buenos indicadores de los impactos potenciales de la minería de aguas profundas y han sido objeto de múltiples estudios. La identificación de especies distintas se basa con mayor frecuencia en la fotografía, ya que la delicada anatomía de los pepinos de mar a menudo se daña en el proceso de muestreo. La tecnología de secuenciación del genoma está allanando el camino para relatos más precisos de la evolución y taxonomía de las especies de Benthodytes, comenzando con B. rosea y B. typica. Además, se ha secuenciado el genoma mitocondrial de B. marianensis y se encontró que contiene una nueva disposición genética entre las holoturias que podría ser una adaptación que permita la supervivencia a las grandes profundidades donde vive.

## Especies
Varias especies incluidas en el género Benthodytes han sido reclasificadas utilizando una nomenclatura diferente. Esta lista está sujeta a cambios a medida que los datos filogenéticos aclaran las relaciones entre criaturas difíciles de identificar cuyos apéndices blandos a menudo se pierden en el proceso de recolección de muestras.
- Benthodytes abyssicola Théel, 1882
- Benthodytes gosarsi Gebruk, 2008
- Benthodytes incerta Ludwig, 1893
- Benthodytes lingua Perrier R, 1896
- Benthodytes manuensis Xiao, Li & Sha, 2018
- Benthodytes marianensis Li, Xiao, Zhang & Zhang, 2018
- Benthodytes plana Hansen, 1975
- Benthodytes sanguinolenta Théel, 1882
- Benthodytes sibogae Sluiter, 1901
- Benthodytes superbus Koehler & Vaney, 1905
- Benthodytes typica Théel, 1882
- Benthodytes valdiviae Hansen, 1975
- Benthodytes violeta Martínez, et al 2014
- Benthodytes wolffi Rogacheva & Cross, 2009